# Aorcho curvipalma
Aorcho curvipalma is een vlokreeftensoort uit de familie van de Kamakidae. De wetenschappelijke naam van de soort is voor het eerst geldig gepubliceerd in 1978 door Ledoyer.